# Wacław Wysocki
Wacław Wysocki (ur. 8 września 1894, zm. 11 lipca 1964) – polski działacz państwowy i partyjny, od kwietnia do lipca 1945 prezydent Elbląga.

## Życiorys
Urodził się na Wileńszczyźnie, wiele lat mieszkał w Leningradzie, gdzie skończył szkołę techniczną. Przed II wojną światową pracował w Warsztatach Portowych Marynarki Wojennej w Gdyni. Wstąpił do Polskiej Partii Robotniczej, w marcu 1945 wysłany do Elbląga wraz z Morską Grupą Operacyjną (jednostką podległą PKWN zajmującą się organizacją władzy na ziemiach zdobytych od III Rzeszy). 2/3 kwietnia 1945 objął stanowisko pierwszego polskiego prezydenta Elbląga z nadania inspektora Okręgu Zachodniego Prus Wschodnich Mieczysława Borowieckiego, którego był sekretarzem. Zakres jego władzy był ograniczony przez samowolę wojskowych Armii Czerwonej kontrolujących zakłady przemysłowe. 19 maja 1945 otrzymał klucze do miasta od radzieckich władz okupacyjnych. W wyniku wewnątrzpartyjnych intryg już w lipcu 1945 faktycznie odsunięto go od sprawowania władzy (zarzucano mu m.in. brak zaangażowania w akcję przesiedleńczą i odbudowę zakładów przemysłowych, uległość wobec Sowietów, a także malwersacje finansowe współpracowników). W sierpniu 1944 usunięty z PPR po postępowaniu sądu koleżeńskiego, ostatecznie później oczyszczono go z zarzutów, a w listopadzie 1948 przywrócono w szeregi partii. Później pracował jako kierownik techniczny w „Kutrze Elbląskim” (potem pod nazwą Spółdzielnia Pracy im. J. Marchlewskiego, przedsiębiorstwo produkcji mebli drewnianych).
Pochowany na Cmentarzu Witomińskim w Gdyni.